# Дом Плумбуша
Дом Плумбуша (англ. Plumbush) — комплекс из жилого дома и дополнительных построек, расположен в округе Патнам к югу от города Колд-Спринг (штат Нью-Йорк, США).
Дом был построен местным архитектором Джорджем Харни в 1865 году для Роберта Паррота (изобретателя пушки Паррота), который работал на литейном заводе Вест-Пойнта. В 1992 году объект внесён в реестр исторических мест США в связи с тем, что он является интерпретацией Парротом и архитектором Харни проектов известного архитектора и дизайнера Эндрю Джексона Даунинга.

## История
Роберт Паррот был одним из первых поселенцев Колд-Спринга и выпускником расположенной неподалёку Военной академии США в Вест-Пойнте, служил генеральным военным инспектором местного литейного завода во время гражданской войны в США. После того, как война закончилась, владелец литейного завода убедил его уйти из армии и стать директором его завода.
В 1839 году Парротт женился на Мэри Кембл, племяннице владельца металлургического завода, и переехал в усадьбу Плумбуша. По его заказу в 1865 году был выстроен новый центральный дом. Парротт умер в 1877 году. В 1971 году дом Плумбуша был преобразован в ресторан, а в 2014 году главное здание усадьбы и одна из хозяйственных построек были капитально отремонтированы и заняты частной начальной школой.

## Здания
Комплекс из четырёх зданий расположен на участке в 9 акров (3.6 га). В начале XIX века, когда это была ещё просто ферма, её первоначальная владелица Агнеса Шеван, дочь шотландско-американского бизнесмена Джеймса Шевана, дала ей название «Plumbush» в честь другой соседней фермы.

### Центральный дом
Центральный дом по проекту архитектора Харни состоит из трёх прямоугольных секций, которые остались практически нетронутыми. Двухэтажный главный блок размером 23 на 33 фута (7 на 10 м) увенчан шатровой крышей, обшитой цветным натуральным шифером. Веранда скруглённым углом огибает южную и западную стороны здания. Другие оригинальные секции — это квадратное восточное крыло площадью 15 футов (5 м) и одноэтажное крыло с остроконечной скатной крышей. Два других крыла были добавлены когда дом был переоборудован в ресторан, но они спроектированы так, чтобы не бросаться в глаза и не менять общего ансамбля дома.
Сохранилась большая часть оригинальных окон и элементов декора. Новые дополнения, такие как винтовая лестница из кованого железа между верандой и вторым этажом, были спроектированы так, чтобы соответствовать тому, что было ранее.

### Другие постройки
Одно из зданий, бывший деревянный дом, соответствует своему первоначальному проекту и также считается историческим. Интерьер был существенно отремонтирован и теперь он служит для проживания.
Бывший каретный двор, который теперь служит гаражом, вероятно, является оригинальным строением, но был подвергнут обширной реконструкции и больше не сохраняет свою первоначальную целостность.
Большой дом в задней части комплекса был построен в середине XX века.

## Ценность здания
Архитектор Джордж Харни построил дом в стиле проектов Эндрю Даунинга, который жил в Ньюбурге, чуть выше по реке. В середине девятнадцатого века архитектурные и ландшафтные проекты Даунинга имели большое влияние на формирование стилей неоготики и плотницкой готики при постройке домов в долине Гудзона и в других местах.
Эндрю Даунинг ратовал за коттеджи, которые были бы гармоничны с местной природной средой, а не бросали ей вызов, как неогреческий стиль или блочные дома федерального стиля. Харни, в соответствии с философией Даунинга, тщательно вписал дом в окружающую среду, разместил веранду рядом с рощей деревьев и убедился, что из верхних окон видны близлежащая река Гудзон и Гудзонское нагорье за ней.
Сам дом демонстрирует влияние стиля Даунинга в неравномерности и асимметрии трёх его основных блоков. Как и во многих проектах Даунинга, здесь также имеются разнообразные линии крыш, усечённые и поперечные фронтоны, большая веранда и дымоходы, украшенные стилизацией средневековых крестов.
В 1870 году Джордж Харни опубликовал свою книгу «Амбары, хозяйственные постройки и заборы» с оригинальными планами и набросками дома Плумбуша. Его проекты демонстрируют явное влияние некоторых решений, показанных в книге Даунинга «Архитектура загородных домов».